# (39391) 4885 P-L
4885 P-L (asteroide 39391) é um asteroide da cintura principal. Possui uma excentricidade de 0.20462240 e uma inclinação de 4.35322º.
Este asteroide foi descoberto no dia 24 de setembro de 1960 por Cornelis Johannes van Houten e Ingrid van Houten-Groeneveld e Tom Gehrels em Palomar.